# Пеницилл лещиновый
Пеници́лл (пеници́ллий) лещи́новый (лат. Penicíllium corylóphilum) — вид несовершенных грибов (телеоморфная стадия неизвестна), относящийся к роду Пеницилл (Penicillium).

## Описание
Колонии на агаре Чапека быстрорастущие, достигающие за 7 дней диаметра 2—3 см, бархатистые, практически без воздушного мицелия. Спороношение обильное, сине-зелёное, затем серо-зелёное. Реверс зелёный, затем тёмно-зелёный до черноватого. На CYA спороношение слабое до среднеобильного, иногда имеется бесцветный экссудат; реверс бледный, коричневатый до тёмно-серого в центре. Колонии на агаре с солодовым экстрактом с тёмно-зелёным реверсом. Запах резкий, плесневый. При 37 °C рост отсутствует, при 5 °C иногда образуются небольшие колонии.
Конидиеносцы двухъярусные (изредка с дополнительной веточкой), гладкостенные, 100—250 мкм длиной. Метулы расходящиеся, часто ощутимо неравные, в мутовках по 2—5, 12—20 мкм длиной. Фиалиды фляговидные, 8—12 × 2—2,5 мкм. Конидии шаровидные до широкоэллипсоидальных, 2,5—3 мкм в диаметре.

### Отличия от близких видов
Определяется по длинным неравным метулам, бархатистым колониям и тёмно-зелёному реверсу на MEA.

## Экология и значение
Ксерофильный гриб, встречающийся на различных пищевых продуктах, в том числе богатых жиром — часто выделяется с рапсового масла.

## Таксономия
Penicillium corylophilum Dierckx, Ann. Soc. Sci. Bruxelles 25 (1): 86 Архивная копия от 16 сентября 2018 на Wayback Machine (1901).

### Синонимы
- Penicillium candidofulvum Dierckx, 1901
- Penicillium chloroleucon Biourge, 1923
- Penicillium citreovirens S.Abe ex C.Ramírez, 1982
- Penicillium coeruleoviride G.Sm., 1965
- Penicillium humuli J.F.H.Beyma, 1939
- Penicillium obscurum Biourge, 1923